# Stara Ruda (województwo kujawsko-pomorskie)
Stara Ruda – wieś w Polsce położona w województwie kujawsko-pomorskim, w powiecie grudziądzkim, w gminie Radzyń Chełmiński.

## Podział administracyjny
W latach 1975–1998 miejscowość położona była w województwie toruńskim.

## Demografia
Według Narodowego Spisu Powszechnego (III 2011 r.) wieś liczyła 91 mieszkańców. Jest najmniejszą miejscowością gminy Radzyń Chełmiński.